# Kaple v Bavalanu
Kaple v Bavalanu je stavba na území obce Ambon v Bretani. Byla postavena na místě zvaném Bavalan v 15. století. Je jediným pozůstatkem zdejšího panství z této doby. Uvnitř se nachází pískovcová sochařská výzdoba a graffiti z pozdějších století, s převážně námořní tematikou. V současnosti je kaple soukromým majetkem.
Výzdoba interiéru byla dne 16. prosince 2009 vyhlášena historickou památkou.